# Pilosocereus leucocephalus
Pilosocereus leucocephalus ist eine Pflanzenart in der Gattung Pilosocereus aus der Familie der Kakteengewächse (Cactaceae). Das Artepitheton leucocephalus bedeutet ‚mit weißem Kopf‘. Trivialnamen sind „Cabeza de Viejo“, „Órgano“, „Pitayón“ und „Tuno“.

## Beschreibung
Pilosocereus leucocephalus wächst baumförmig mit einem kurzen, deutlich ausgeprägten Stamm, von unten verzweigten, aufrechten oder aufsteigend grünen bis blaugrünen  Trieben von 6 bis 10 Zentimetern Durchmesser und erreicht eine Wuchshöhe von 2 bis zu 5 Metern. Es sind 7 bis 12 Rippen vorhanden. Die anfangs bräunlichen Dornen vergrauen später. Der einzelne Mitteldorn ist 2 bis 3 Zentimeter lang. Die 8 bis 12 schlanken Randdornen sind 1 bis 2 Zentimeter lang. Der blühfähige, nahe an der Spitze oder seitlich befindliche Teil der Triebe ist deutlich unterscheidbar und umfasst 3 bis 4 Rippen, aus deren Areolen zahlreiche seidige, weiße, 4 bis 10 Zentimeter lange Haare entspringen.
Die röhren- bis glockenförmigen Blüten sind mehr oder weniger rosafarben bis weißlich. Sie sind bis zu 6 Zentimeter lang. Die kugelförmigen Früchte erreichen Durchmesser von bis zu 4 Zentimetern und enthalten ein magentafarbenes Fruchtfleisch.

## Verbreitung, Systematik und Gefährdung
Das Verbreitungsgebiet von Pilosocereus leucocephalus erstreckt sich vom Ost bis in den Süden Mexikos und von dort weiter südwärts bis nach Guatemala, Nicaragua und Honduras.
Die Erstbeschreibung als Pilocereus leucocephalus wurde 1853 von Heinrich Poselger (1818–1883) veröffentlicht. Ronald Stewart Byles und Gordon Douglas Rowley stellten die Art 1957 in die Gattung Pilosocereus. Ein nomenklatorisches Synonym ist Cephalocereus leucocephalus (Poselg.) Britton & Rose (1909).
In der Roten Liste gefährdeter Arten der IUCN wird die Art als „Least Concern (LC)“, d. h. als nicht gefährdet geführt.

## Nachweise